# Casa Pasqual Sala
|  | Pel que fa a l'edifici homònim de Terrassa situat al carrer de Sant Pere, vegeu Círcol Egarenc. |

La Casa Pasqual Sala és un edifici del centre de Terrassa situat al carrer de Sant Quirze, inclòs a l'Inventari del Patrimoni Arquitectònic de Catalunya.

## Descripció

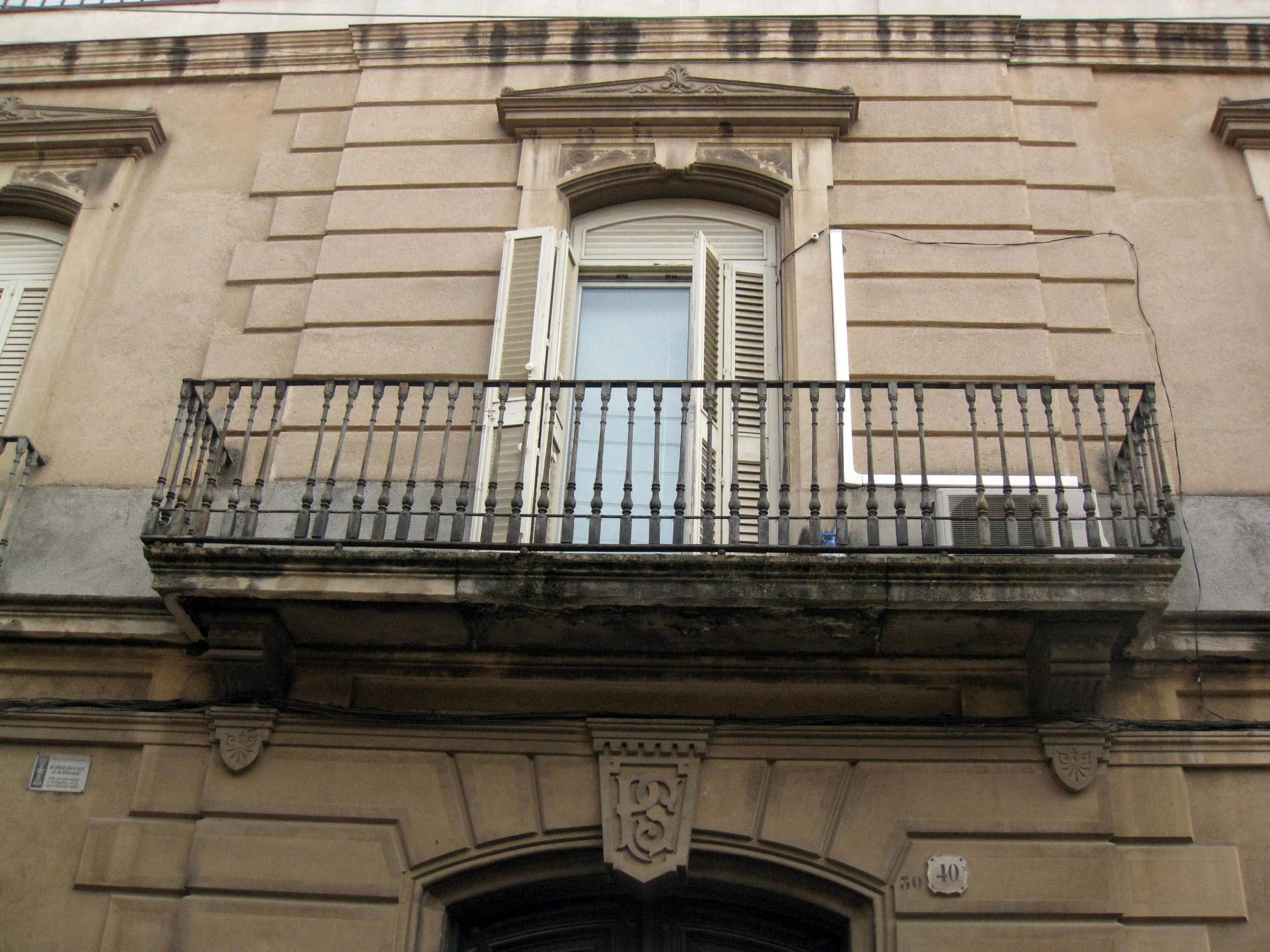
Detall del balcó central del primer pis, sota el qual hi ha el monograma PS, amb les inicials del propietari

És un habitatge unifamiliar entre mitgeres, originalment de planta i un pis, al qual durant la dècada del 1990 se li va afegir un altre cos i un àtic superiors. L'edifici original era de composició simètrica, amb tres obertures per planta, d'arc escarser, la porta d'accés (amb les inicials PS en relleu) i la balconada superior al cos central i una balustrada com a coronament. Aquesta estructura, així com els elements que decoren l'edifici (motllures, frontons, impostes, cornisa…) van ser molt utilitzats a les cases neoclàssiques. El pis afegit té obertures rectangulars i es corona amb la balustrada original, que fa de barana a la terrassa davantera de l'àtic.

## Història
La Casa Pasqual Sala va ser bastida l'any 1877 sota la direcció del mestre d'obres Jeroni Granell i Mundet, com a residència de l'industrial tèxtil Pasqual Sala i Sallés, propietari juntament amb el seu germà Antoni de l'empresa Sala Hermanos, que tenia llogat el Vapor Amat; el mateix Pasqual Sala va fer bastir, també per part de Jeroni Granell, l'edifici del Círcol Egarenc, i més endavant el Magatzem Pasqual Sala, actual seu de la patronal terrassenca CECOT.
El 1936 la casa va ser confiscada pel Sindicat Agrícola Cooperatiu de Rabassaires.